# Batalla de los Cinco Ejércitos
En el universo ficticio de la Tierra Media ideado por J. R. R. Tolkien, la Batalla de los Cinco Ejércitos es un enfrentamiento bélico que involucra a dos bandos rivales: uno compuesto por elfos, hombres y enanos; y el otro formado por trasgos y jaurías de lobos y huargos. Esta batalla sucede en los lindes de Erebor, la Montaña Solitaria, la entonces vacía morada enana en la Tercera Edad del Sol. 
La historia completa de este suceso se narra en el libro de Tolkien, El hobbit.

## La causa del conflicto
Todo comienza con la aventura de trece enanos: Fili, Kili, Balin, Dwalin, Dori, Nori, Ori, Óin, Glóin, Bifur, Bofur, Bombur y Thorin Escudo de Roble (líder del grupo), el hobbit Bilbo Bolsón y Gandalf el Gris, quienes integran una compañía cuyo propósito es recuperar el antiguo tesoro de la Casa de los Enanos que ahora posee el dragón Smaug, en Erebor, la Montaña Solitaria.
Después de la caída de Smaug, un ejército de hombres y elfos, liderados por Bardo el Arquero (quien dio muerte al dragón) y el rey Thranduil respectivamente, se encaminaron juntos hacia Erebor para recuperar el legendario tesoro. Pero llegaron tarde, pues los trece enanos y el hobbit se habían atrincherado dentro y levantado un parapeto como método de defensa.
La compañía de Thorin estaba sola dentro de la fortaleza y hambrienta, pues la montaña entera se hallaba bajo sitio por los hombres y los elfos, quienes reclamaban para sí una catorceava parte del tesoro como mínimo. El reclamo era justo, pues Smaug había reunido un tesoro formado por riquezas tanto enanas como élficas y humanas. Pero Thorin se negaba a negociar, y había enviado cuervos mensajeros a las Colinas de Hierro, con lo que logró persuadir a su primo Dáin II a que enviara refuerzos a Erebor.
La posibilidad de que estallara una horrible batalla entre elfos, hombres y enanos justo allí afuera impacientó a Bilbo, quien tomó la decisión de ceder la Piedra del Arca (la joya más preciada de entre los enanos de Erebor) a Bardo y a Thranduil, sin el previo consentimiento de los enanos. Esto le valió al hobbit respeto por parte de aquellos, quienes intentarían negociar el cambio de la joya por una parte del botín de Smaug. Cuando Bilbo regresó a Erebor esa noche, apareció Gandalf, quien había abandonado anteriormente el viaje de Thorin por otras causas urgentes.

## La batalla
Al llegar el ejército de Dáin, los enanos estaban listos para guerrear cuando, repentinamente y de manera imprevista, las nubes se oscurecieron y bandadas de murciélagos opacaron el cielo anunciando la llegada del ejército Orco desde sus tierras septentrionales.
Los enanos y el ejército de hombres y elfos olvidaron sus diferencias y se unieron para combatir juntos a los trasgos y huargos que aparecían desde el norte. Durante largas horas se libró la batalla en el valle circundante a la Montaña Solitaria, hasta que por fin la victoria de los hombres, enanos y elfos era inminente. Pero, por desgracia, una nueva oleada de atacantes trasgos y huargos llega desde el norte una vez más. Esta vez, los trece enanos y Bilbo Bolsón abandonan la seguridad de la fortaleza y entran en batalla, con Thorin al mando.
La llegada de Beorn a la batalla acarrea grandes beneficios, pues aniquila a los enemigos con facilidad y termina matando a Bolgo, el capitán del ejército trasgo. Elfos, hombres y enanos sufren graves bajas. En ese momento, desvanecida ya toda esperanza, Bilbo divisa un ejército de Águilas avanzando desde el poniente al campo de batalla. Él llega a avisar a su ejército sobre esta nueva ayuda, pero repentinamente una piedra le golpea el yelmo y cae desmayado cerca de la montaña.
Mientras Bilbo permanecía inconsciente, los trasgos son finalmente derrotados, y quedan aterrorizados a tal punto que hubo paz en el norte por largos años.

## El adiós a un rey
Finalmente, Thorin recibe el impacto de una lanza y cae en batalla mientras Fili y Kili (sus sobrinos) le sirven como escudo, absorbiendo el impacto de las armas. Ambos también perecen en batalla, pero llenos de honor.
El rey Thorin de los enanos es enterrado muy hondo bajo la Montaña Solitaria, y sobre su pecho Bardo le coloca la Piedra del Arca, seguido por Thranduil, quien coloca sobre su tumba la espada Orcrist, la cual había sido arrebatada por los elfos en su anterior encuentro con los mismos en el Bosque Negro.

## El reparto del tesoro
Tanto el tesoro como el reino de Erebor quedaron a cargo de Dáin, primo de Thorin, quien administró el oro con justicia.
A los hombres de Bardo se les fue entregada una catorceava parte del botín, lo que significaba una riqueza excesiva pues el tesoro era inmenso, tal y como lo había establecido Thorin anteriormente. Con ese dinero repararon sus moradas de Esgaroth y reconstruyeron la ciudad de Valle, pasando estas ciudades a formar el reino de Valle.
Los elfos recibieron las esmeraldas de Girion, que antaño fueron suyas, y como obsequio Bilbo entregó a Thranduil un collar de plata y perlas que Dáin le había dado anteriormente. Por esta acción, Thranduil lo llamó "Eldandil" (amigo de los elfos).
A su vez, Bilbo recibió dos pequeñas cajas: una llena de oro y la otra llena de plata, suficientes como para volverle rico. 
El tesoro fue desestimado a una importancia menor por los tres pueblos, ya que aquel comenzó enemistándolos y terminó demostrándoles que la amistad de los Pueblos Libres es muy superior a cualquier riqueza material.